# Ariptyelus auropilosus
Ariptyelus auropilosus är en insektsart som först beskrevs av Matsumura 1907.  Ariptyelus auropilosus ingår i släktet Ariptyelus och familjen spottstritar. Inga underarter finns listade i Catalogue of Life.